# Hockey Breganze
L'Hockey Breganze è un club italiano di hockey su pista fondato nel 1961 ed avente sede a Breganze. Nella sua storia ha vinto 2 campionati nazionali (nel 1976 e nel 1979), 4 Coppe Italia, 1 Supercoppa italiana e 1 Coppa Italia di A2. La squadra disputa le proprie gare interne presso il PalaFerrarin, a Breganze. La società si è da sempre distinta nel vicentino per i buoni risultati raggiunti dalle sue giovanili: svariati giocatori di provenienza breganzese costantemente partecipano alle selezioni nazionali giovanili, conseguendo ottimi risultati. Ogni anno, in estate la società organizza il "Trofeo Tita Carraro", riservato agli atleti più giovani. Nell'estate del 2012 il forte sentimento che lega la cittadina alla sua realtà hockeystica è stato onorato ancora una volta: constatate le fatiscenti condizioni della pista di via Ferrarin, dirigenti, giocatori, tifosi ed appassionati hanno messo a disposizione il loro tempo e il loro impegno per risistemare, gratuitamente, l'impianto di gioco.

## Storia

### Dalla fondazione agli anni 2000

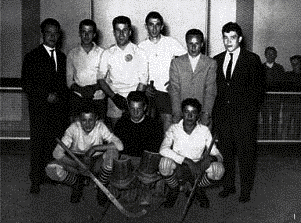
Prima formazione dell'Hockey Breganze, 1961

Nel 1961, nasceva con il nome di Polisportiva CSI Breganze la società di hockey, sotto il patrocinio di Don Piero Carpenedo. Durante il periodo dell'abbinamento con le Industrie Laverda arrivarono i primi successi: due coppe Italia nel 1968 e nel 1975 e, dopo dieci anni dal primo campionato in serie A, lo scudetto del 1976 seguito da quello del 1979, entrambi vinti dopo spareggio. Ciò che era nato come motivo di ritrovo, passatempo e divertimento è diventato, con il tempo, uno degli sport più rappresentativi e frequentati di Breganze. Nelle file dell'Hockey Breganze sono cresciuti grandi campioni, fra i quali Beniamino Battistella, Mario Saccardo, il campione del mondo Franco Girardelli, Gianni Stella, Gianni Pallaro, Carlo Maculan ed Enrico Giaretta. Breganze ha inoltre una grande tradizione di hockey su pista femminile, nonostante le ragazze venissero iscritte alle competizioni con i colori dell'Amatori Breganze: la squadra infatti è stata più volte detentrice del titolo italiano (con i tre scudetti conquistati dal 2003 al 2006); inoltre ha vinto il campionato femminile amatoriale 2006–2007. La compagine rossonera ha inoltre conquistato la Coppa Italia femminile nel 2004.

### Ultimi successi
Dopo alcuni decenni in cui la squadra non ha ottenuto nessun successo degno di nota e in alcune occasioni si è ritrovata a dover lottare per non retrocedere, a partire dalla stagione 2009/2010 la società breganzese è ritornata tra le grandi protagoniste di questo sport, ottenendo buoni risultati in Italia e in Europa. Dal 2009 in poi il Breganze ha raggiunto sempre i play off scudetto, e in due occasioni, nel 2010 e nel 2014, la semifinale, arrivando ad un soffio dalla finale che manca da più di trenta anni. Per quanto riguarda il palcoscenico europeo, la compagine rossonera è ritornata in Coppa CERS nella stagione 2012/2013 raggiungendo i quarti di finale e l'anno successivo è andata vicina alla vittoria finale, uscendo sconfitta soltanto in finale contro la squadra spagnola del Club Esportiu Noia. Ma la stagione migliore disputata dall'A.S.D. Hockey Breganze è quella del 2014/2015 dove ha vinto la Coppa Italia, trofeo che mancava dal 1975, imponendosi in finale contro lo Sporting Club Centro Giovani Calciatori Viareggio con il risultato finale di 4-3. Proprio in questa stagione i rossoneri sono tornati a partecipare alla competizione più importante in ambito europeo, la CERH European League. Dopo i vari successi ottenuti nella fase a gironi, la squadra vicentina si è qualificata per la Final Four, disputata a Bassano del Grappa il 2-3 maggio 2015, dove è stata sconfitta in semifinale per 5 a 1 dal Barcellona, squadra da sempre al vertice dell'hockey europeo e mondiale..

## Colori e simboli
L'uniforme principale di gioco è formata da: maglia a strisce verticali rosse e nere, pantaloncini neri e calzettoni neri. La seconda tenuta è bianca con maniche nere; i pantaloncini e i calzettoni sono bianchi. Il simbolo della squadra è un leone che impugna un bastone da hockey su pista.

## Strutture
L'impianto interno dell'Hockey Breganze è il PalaFerrarin, che può ospitare 1200 spettatori.

## Organigramma societario
Dati aggiornati alla stagione 2023-2024, tratti dal sito internet ufficiale della Federazione Italiana Sport Rotellistici .
- Presidente: Stefano Volpe
- Vicepresidente: Martina Novello
- Segretario:
- Direttore sportivo: Alessandro Paron
- Addetto stampa: Fausto Pozzan

## Palmarès

### Competizioni nazionali
7 trofei
- Campionato italiano: 2

1976, 1979
- Coppa Italia: 4

1968, 1975, 2014-2015, 2018-2019
- Supercoppa italiana: 1

2015

## Statistiche

### Partecipazioni ai campionati
| Livello | Categoria | Partecipazioni | Debutto   | Ultima stagione | Totale |
| ------- | --------- | -------------- | --------- | --------------- | ------ |
| 1º      | Serie A   | 16             | 1966      | 1981-1982       | 46     |
| 1º      | Serie A1  | 30             | 1988-1989 | 2025-2026       | 46     |
| 2º      | Serie B   | 3              | 1964      | 1982-1983       | 16     |
| 2º      | Serie A2  | 13             | 1983-1984 | 2024-2025       | 16     |
| 3º      | Serie C   | 2              | 1962      | 1963            | 2      |

### Partecipazione alle coppe nazionali
| Competizione        | Partecipazioni | Debutto   | Ultima stagione |
| ------------------- | -------------- | --------- | --------------- |
| Coppa Italia        | 43             | 1966      | 2018-2019       |
| Coppa di Lega       | 4              | 1998-1999 | 2009-2010       |
| Supercoppa italiana | 2              | 2015      | 2019            |

### Partecipazioni alla coppe internazionali
| Competizione                                 | Partecipazioni | Debutto   | Ultima stagione |
| -------------------------------------------- | -------------- | --------- | --------------- |
| Coppa CERS/WSE                               | 6              | 2004-2005 | 2017-2018       |
| Coppa dei Campioni/Champions League/Eurolega | 5              | 1976-1977 | 2016-2017       |

#### Bilancio degli incontri nelle coppe europee
| Competizione                                 | Partite | Partite  | Partite | Partite   | Reti  | Reti   |
| Competizione                                 | Giocate | Vittorie | Pareggi | Sconfitte | Fatte | Subite |
| -------------------------------------------- | ------- | -------- | ------- | --------- | ----- | ------ |
| Coppa CERS/WSE                               | 31      | 20       | 3       | 10        | 156   | 98     |
| Coppa dei Campioni/Champions League/Eurolega | 27      | 8        | 6       | 13        | 107   | 122    |
| Totale                                       | 58      | 28       | 9       | 23        | 263   | 220    |

## Organico

### Giocatori
| N° | Naz.                 | Ruolo | Sportivo              |  |  |  |
| -- | -------------------- | ----- | --------------------- |  |  |  |
| 88 | Italia (bandiera)    | A     | Christian Costenaro   |  |  |  |
| 25 | Italia (bandiera)    | P     | Giuseppe Tagliapietra |  |  |  |
| 5  | Italia (bandiera)    | A     | Pietro Agostini       |  |  |  |
| 13 | Italia (bandiera)    | A     | Antonio Tagliapietra  |  |  |  |
| 28 | Italia (bandiera)    | A     | Tommaso Battaglin     |  |  |  |
| 14 | Argentina (bandiera) | A     | Facundo Posito        |  |  |  |
| 87 | Italia (bandiera)    | D     | Tommaso Volpe         |  |  |  |
| 27 | Italia (bandiera)    | A     | Giovanni Tagliapietra |  |  |  |
| 53 | Italia (bandiera)    | D     | Stefano Dal Santo     |  |  |  |
| 1  | Italia (bandiera)    | P     | Marco Todeschini      |  |  |  |

### Staff tecnico
- Allenatore:  Gabriele Thiella